# 12 février dans les chemins de fer
12 janvier 12 mars
Chronologies thématiques
- Croisades
- Sports
- Disney

Cette page concerne les événements qui se sont déroulés un 12 février dans les chemins de fer.

## Événements

### XIXesiècle
- 1882. France : ouverture de la ligne Saint-Denis - Saint-Benoît sur le Chemin de fer de La Réunion.

### XXIesiècle
- 2010. Belgique, Les trams de type pcc 7000 ont arrêté de circuler sur le réseau de la STIB à Bruxelles.
- 2016. Espagne : mise en service de la zone sud de la ligne 9 du métro de Barcelone, avec l'ouverture des stations : Zona Universitària, Collblanc, Torrassa, Can Tries-Gornal, Europa-Fira, Fira, Parc Logístic, Mercabarna, Les Moreres, El Prat Estació, Cèntric, Parc Nou, Mas Blau, Aeroport T2 et Aeroport T1[1].

## Naissances
- 1822, nait à Masevaux, Édouard Beugniot, futur ingénieur civil concepteur d'un système d'articulation des essieux moteurs des locomotives à vapeur[2].